# 프루스트리아스자리
프루스트리아스자리는 NGC 7841을 만들 때 만든 가설 상의 천체이다.

## 같이 보기
- NGC 7841